# Jezero Mweru
Jezero Mweru je jezero v Srednji Afriki, ki leži na severozahodnem delu ravnine Mweru-Luapula-Bangweulu, na meji med Zambijo in Demokratično republiko Kongo. Predstavlja približno 110 kilometrov dolžine najdaljšega rokava v povirju reke Kongo, med glavnim pritokom, reko Kalungwishi, in odtokom, reko Luvua. Luvua se izlije v reko Lualaba, ki pod Stanleyevimi slapovi postane Kongo.
Luapula, ki priteče z juga, tvori na tem območju obširno poplavno ravnico na meji med državama, močvirnat svet s številnimi manjšimi jezeri se razteza vse do južne obale Mweruja. Tudi okolica izliva Kalungwishija ob vzhodni obali je močvirnata, površje ob zahodnih in severnih obalah pa je sušnato in v večjem delu bolj razčlenjeno. V samem Mweruju uspevajo številne pritrjene in plavajoče vodne rastline ter množica ribjih vrst. Za jezero je znanih skoraj sto vrst, ki pripadajo zlasti družinam karancinov (Characidae), ostrižnikov (Cichlidae) in drugih, za celotno regijo pa še pol več. Poleg tega je znano kot življenjski prostor povodnih konjev, krokodilov in večjega števila vodnih ptic, v sušnih obdobjih pa k vodnim virom pride tudi večji del favne velikih sesalcev iz bližnje in daljne okolice.
Beseda Mweru v lokalnem bantujskem jeziku pomeni kar »jezero«. Okoliška regija je rekdo poseljena in nerazvita, v začetku 1990. let je tu živelo približno 160.000 prebivalcev v vaseh in posameznih manjših mestih, ki so se preživljali s samooskrbnim kmetijstvom in ribolovom v Mweruju ter reki Luapula.